# Férfi kajak kettes 10 000 méter az 1936. évi nyári olimpiai játékokon
Az 1936. évi nyári olimpiai játékokon a kajak-kenu férfi kajak kettes 10 000 méteres versenyszámát augusztus 7-én rendezték Berlin-grünaui-ban.

## Eredmények
A rövidítések jelentése a következő:
- OB: olimpiai legjobb idő

### Döntő
| Helyezés | Nemzet                                                     | Idő     | Mj |
| -------- | ---------------------------------------------------------- | ------- | -- |
| Arany    | Németország (GER) · Paul Wevers · Ludwig Landen            | 41:45,0 | OB |
| Ezüst    | Ausztria (AUT) · Viktor Kalisch · Karl Steinhuber          | 42:05,4 |    |
| Bronz    | Svédország (SWE) · Tage Fahlborg · Helge Larsson           | 43:06,1 |    |
| 4.       | Dánia (DEN) · Verner Løvgreen · Axel Svendsen              | 44:39,8 |    |
| 5.       | Hollandia (NED) · Henk Starreveld · Gerardus Siderius      | 45:12,5 |    |
| 6.       | Svájc (SUI) · Werner Zimmermann · Othmar Bach              | 45:14,6 |    |
| 7.       | Egyesült Államok (USA) · William Gaehler · William Lofgren | 45:15,4 |    |
| 8.       | Csehszlovákia (TCH) · Zdeněk Černický · Jaroslav Humpál    | 46:05,4 |    |
| 9.       | Belgium (BEL) · Charles Brahm · Clement Spiette            | 47:26,1 |    |
| 10.      | Kanada (CAN) · Gordon Potter · Edward Deir                 | 47:38,2 |    |
| 11.      | Lengyelország (POL) · Marian Kozłowski · Antoni Bazaniak   | 47:49,8 |    |
| 12.      | Magyarország (HUN) · Cseh Gábor · Gelle Sándor             | 48:47,5 |    |